# Mohan Yadav

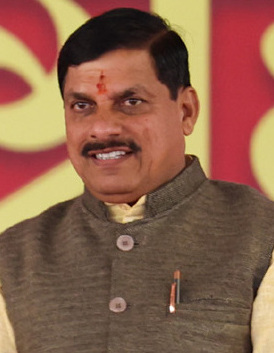
Mohan Yadav (2023)

Mohan Yadav (Hindi मोहन यादव; * 25. März 1965 in Ujjain, Madhya Pradesh, Indien) ist ein indischer Politiker und Geschäftsmann. Seit dem 13. Dezember 2023 ist er Chief Minister des zentralindischen Bundesstaats Madhya Pradesh.

## Biographie

### Ausbildung und Familie
Mohan Yadav wurde als Sohn von Poonamchand Yadav und Lilabai Yadav in der Großstadt Ujjain im Westen von Madhya Pradesh geboren. Seine Geburtsstadt zählt zu den Sapta Puri, d. h. den sieben heiligen Städten und Pilgerzielen des Hinduismus in Indien. Seine Familie gehört zur zahlenmäßig starken Yadav-Kaste bzw. -Gemeinschaft, die zu den Other Backward Classes (OBC) gerechnet wird. Er wuchs in Ujjain auf und besuchte die örtliche Vikram University, an der er sein Studium mit einem Bachelor of Science (B.Sc.) abschloss. Danach erwarb er an derselben Universität den Grad eines L.L.B., eines Master of Arts (M.A.), eines Master of Business Administration (MBA) und einen Doktortitel in Philosophie (Ph.D.). Er heiratete Seema Yadav, mit der er zwei Söhne und eine Tochter hat.

### Politische Laufbahn
Yadav wurde frühzeitig politisch aktiv. Er war 1982 Vizesekretär und dann 1984 Präsident der Studentenvereinigung des Madhav Science College. Außerdem war er Mitglied des Akhil Bharatiya Vidyarthi Parishad (ABVP), der Studentenorganisation der Bharatiya Janata Party (BJP) und im Rashtriya Swayamsevak Sangh (RSS) aktiv. 2013 kandidierte er bei den Wahlen zum Parlament von Madhya Pradesh erstmals für ein öffentliches Amt und gewann den Wahlkreis Ujjain Dakshin  (Ujjian South). Anschließend war er als Abgeordneter für die BJP im Parlament (Vidhan Sabha) von Madhya Pradesh tätig. Bei der folgenden Wahl 2018 konnte er den Wahlkreis erneut gewinnen und war seit 2020 Kabinettsmitglied in der Regierung von Madhya Pradesh unter Chief Minister Shivraj Singh Chauhan, in der er den Posten des Bildungsministers bekleidete.
Bei der Wahl zum Parlament von Madhya Pradesh am 17. November 2023 war die BJP erfolgreich und gewann 163 (48,6 %) der 230 Wahlkreise. Auch Yadav konnte seinen Wahlkreis mit 95.699 Stimmen gegenüber 82.758 für den Kongresspartei-Kandidaten erneut gewinnen. Nach der Wahl erklärte der amtierende langjährige Chief Minister Shivraj Singh Chauhan, dem ein wesentlicher Anteil am BJP-Wahlsieg zugeschrieben wurde, dass er sich nicht erneut um den Posten eines Chief Ministers bewerben werde und „gerne jede Aufgabe annähme, die ihm die Parteiführung zuweisen werde“. Es war zunächst unklar, wer der künftig BJP-Chief Minister werden würde. Letztlich entschied sich die BJP-Parteiführung für Mohan Yadav, der am 13. Dezember 2023 als neuer Chief Minister von Madhya Pradesh vereidigt wurde.
Über die Nominierung Yadav als Chief Minister wurde spekuliert, dass die BJP, die in Teilen der Bevölkerung immer noch als eine Partei der oberen Kasten gilt, damit die Other Backward Classes, die in Madhya Pradesh eine zahlenmäßig starke Wählerschicht bilden, ansprechen wollte. Die Gemeinschaft der Yadavs spielt auch in den nordindischen Bundesstaaten Uttar Pradesh, Haryana und Bihar eine einflussreiche Rolle, so dass ein Yadav-Chief Minister von den BJP-Parteistrategen wohl als hilfreich für die BJP-Ambitionen bei künftigen Wahlen gesehen wurde.

## Kontroversen
Kurz nach seiner Amtseinführung im Dezember 2023 erregte Yadav Aufsehen mit seiner Forderung, dass der globale Nullmeridian von Greenwich in England nach Ujjain verlegt werden solle. In Ujjain habe es schon vor 300 Jahren eine präzise Zeitmessung gegeben – hierbei bezog sich Yadav möglicherweise auf das Observatorium Jantar Mantar –, und erst später sei infolge der „Verwestlichung“ der Weltbezugspunkt für die Zeitmessung zunächst nach Paris und später Greenwich verlegt worden. Der Tagesbeginn solle auch besser nicht Mitternacht, sondern der Sonnenaufgang sein. Yadav kündigte eine Initiative seiner Regierung zur Verlegung des Nullmeridians an.